# 谷小波
谷小波（1912年7月—2006年8月22日），男，河北定县人，中华人民共和国政治人物、外交官，1936年加入中国共产党。

## 生平
1929年至1932年在北平中国大学读书，后参加革命工作。1949年起，历任中共天津市一区区委书记，天津市总工会秘书长、副主席，天津市总工会主席、中共天津市委常委，中共河北省委常委、工业部部长。1962年，调入外交系统，7月出任中华人民共和国驻苏丹大使。1973年6月，出任中华人民共和国驻贝宁大使。1977年12月，出任首任中华人民共和国驻约旦大使。1982年4月，自驻约旦大使离任。
2006年8月22日，谷小波在北京病逝。